# Hawulti
Hawulti (amharique : ሓወልቲ) est un obélisque pré-aksoumite situé à Matara, en Érythrée. Le monument porte le plus ancien exemple connu de l'ancienne écriture guèze.

## Description

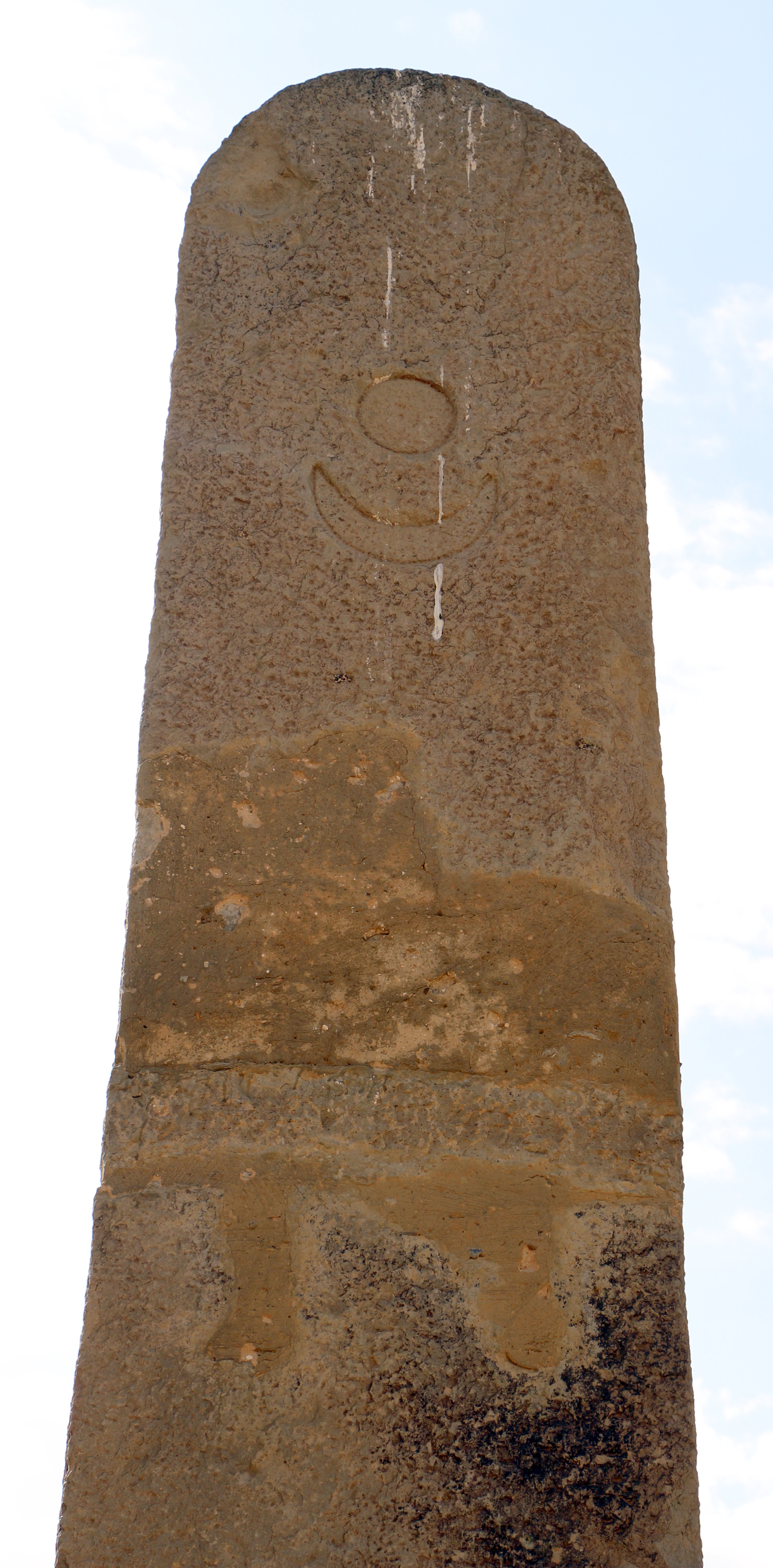
Emblèmes du soleil et du croissant sur une stèle de Matara.

Le monument Hawulti est haut de 5,5 m, avec un disque et un croissant au sommet. Le linguiste britannique Edward Ullendorff pense que ces symboles placent la stèle sous la protection des dieux, probablement de Šams, la déesse du Soleil, et de Sîn, le dieu de la Lune. Ces symboles préchrétiens, ainsi que des caractéristiques paléographiques telles que l'absence de marques de voyelles dans l'écriture guèze, ont amené Ullendorff à estimer que le monument datait du début du IVe siècle apr. J.-C..
Ullendorff a traduit l'inscription comme suit :
« C'est l'obélisque qui avait fait
'Agaz pour ses pères qui ont
emporté la jeunesse de 'W'
'LF ainsi que de SBL ».
Sa traduction diffère de celle d'Enno Littmann sur plusieurs points. Premièrement, Littmann croit que la troisième ligne fait référence au creusement de canaux à proximité (sa traduction : zog die Kannaele von `Aw`a) malgré l'absence de signes de canaux ou de fossés dans la région. Ullendorff soutient que le verbe shb dans l'inscription devrait être traduit par « traîner, capturer ». Deuxièmement, il croit que les noms 'W', 'LF et SBL sont des noms de lieux et, sur la base de discussions avec des informateurs locaux, Ullendorff les identifie avec les communautés voisines. Il s'agit de l'ancien nom de Baraknaha, puis du site d'une église du XIIe siècle située à 17 km de Matara, auparavant subli, et enfin de l'église orthodoxe de Gunda Gunde, située à 22 km de Matara, auparavant connue sous le nom d'Aw`a 'ilfi.

## Historique

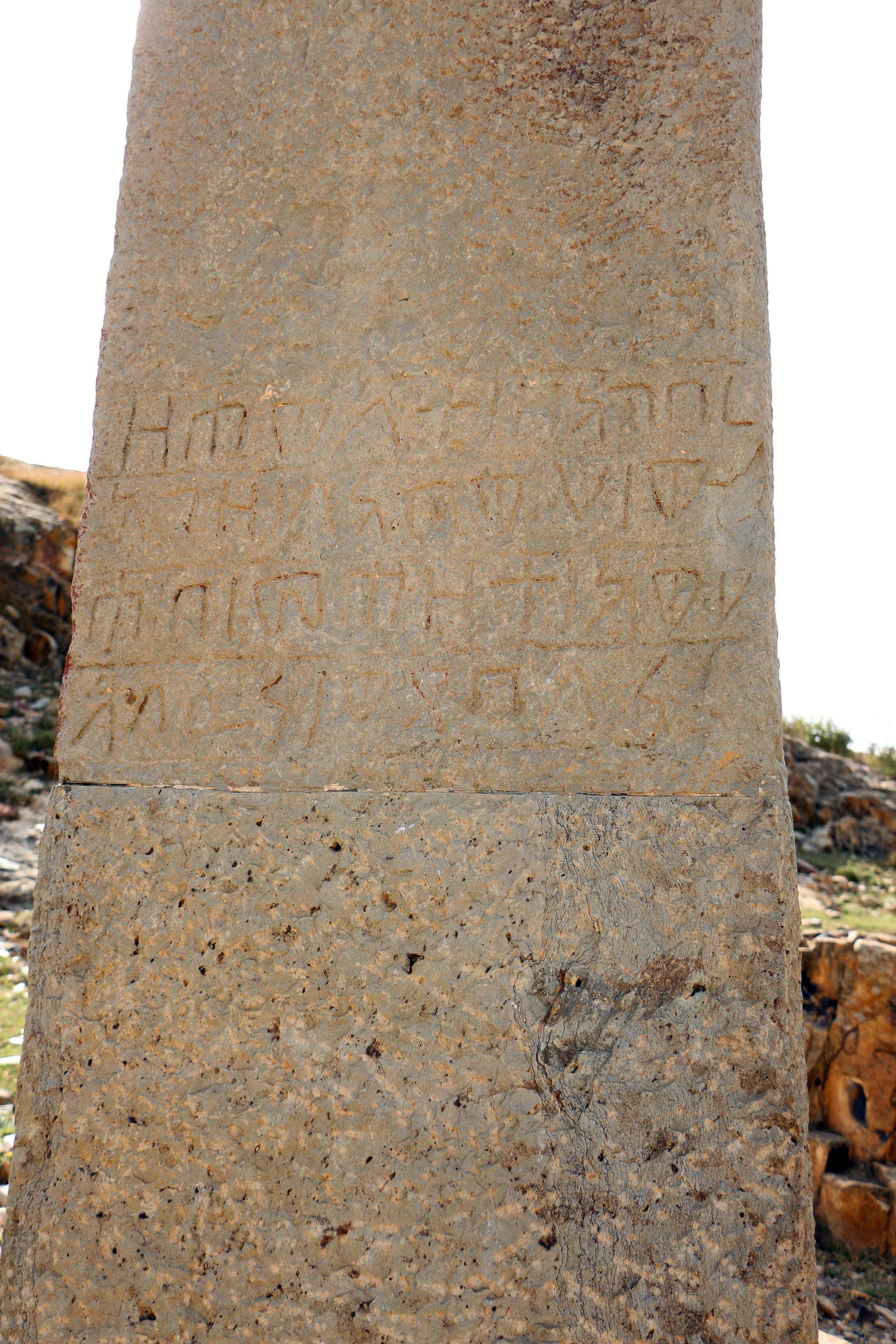
Monument de l'obélisque à Balaw Kawa, Metera

Lorsque Littmann, chef de la Deutsche Aksum-Expedition, trouva le Hawulti, il était renversé et brisé en deux. Le gouvernement colonial italien fit réparer le monument brisé avec deux barres de fer et le fit remettre debout dans ce que l'on pense être son emplacement approprié, mais son emplacement d'origine exact n'est pas connu avec certitude.
Lors de la courte occupation du sud de l'Érythrée, pendant la guerre érythro-éthiopienne, le Hawulti fut renversé et endommagé, par les troupes éthiopiennes. Il a depuis été réparé par le Musée national d'Érythrée.